# Mosshammer Ottó
Mosshammer Ottó (Bécs, 1872. június 3. – Budapest, VIII. kerület, 1957. december 30.) osztrák-magyar hárfás, Mosshammer Román hárfaművész öccse, Mosshammer György festő apja, Rékai Iván zeneszerző nagyapja.

## Élete
Jómódú osztrák polgári családba született. Gyermekkorában orvos szeretett volna lenni, de barátai tanácsára a zenei pályát választotta. Bátyjához hasonlóan a Bécsi Konzervatórium növendéke volt, és ennek elvégzése után ő is Carl Michael Ziehrer operettzenekarához szerződött. Az együttessel Európa-szerte hangversenyezett, sőt eljutott Angliába és az Egyesült Államokba is. Itt néhány évre letelepedett. Tagja lett a New York-i Metropolitan Opera zenekarának, majd a Philadelphiai Szimfonikusoknak. Az akkoriban indult és nagy reklámkampányt folytató Lyon and Healy chicagói hárfagyár egyik reklámarca lett. Nyaranta azonban visszatért Európába, és fellépett a Bayreuthi Ünnepi Játékokon. A Wagner-családdal baráti kapcsolatba került, 1894-től már az ő kifejezett kérésükre szerepelt a fesztivál egyik hárfásaként. A század végén végleg visszatelepült Európába, és előbb a londoni Covent Garden Királyi Operaház, majd a bécsi Staatsoper előadásaiban lépett fel.
1898-ban bátyja hívására Magyarországra települt, s annak külföldi szereplése miatt az 1899-1901-es tanévekben helyettesítette őt a Zeneakadémián. Ekkoriban került bevezetésre egy új tanrend, de nyilván bátyja utasításait követve állította össze a követelményeket.
A Magyar Királyi Operaháznak 1900 és 1930 között volt a tagja. Bátyja korai halála után a főiskola tanára lett, 1920 és 1937 között vezette a hárfás tanszéket. Egy ideig a Nemzeti Zenedében is oktatott. A húszas évek második felében három hárfát is vásárolt az Akadémia részére Lenhardt Jánostól hangszerésztől, nagyban segítve ezzel az első magyar pedálhárfa sikerét. Feltehető, hogy abban is szerepe volt, hogy Bécsből neves külföldi hárfások keresték fel a pécsi mestert.
Életéről és munkásságáról kevés írásos emlék maradt fenn. Nem tudni, hogy mi volt az oka korai visszavonulásának, miért nem emigrált a második világháború után, vagy hogy hogyan töltötte életének utolsó évtizedeit. Egy személyes visszaemlékezés szerint az 1950-es években néhány fiatalt egy ízben szeretettel fogadott a lakásán és „hárfás unokáimnak” nevezte őket.
György fia festő lett, ő Szőnyi Istvánnak volt a tanítványa. Egyik lányát Rékai Miklós vette feleségül, aki a tanítványa volt, és később az Opera hárfása és a Zeneakadémia tanára lett.
Felesége 1949-ben hunyt el, élete utolsó éveit így valószínűleg magányosan élte. 37 évvel később halt meg, mint az őt Magyarországra hívó bátyja, Román. A Fiumei úti sírkertben nyugszik feleségével és családjával (34-18-27), sírjukat hárfa díszíti.

## Munkássága
Az általa, de valószínűleg a bátyja útmutatásai alapján bevezetett tanrend a következő volt:
I. osztály
- Graziani (op. 41): Ujjgyakorlatok
- Dúr- és moll-skálák, hármashangzatok, sept-akkordok
- Nadermann: Hárfaiskola (15-15 tanulmány az I. és III. részekből)
- Kisebb előadási darabok

II. osztály
- Nadermann: Hárfaiskola (folytatólag a III. részből)
- Bochsa: 20 tanulmány
- Godefroid: 5 tanulmány
- Előadási darabok

III. osztály
- Nadermann: 7 fokozatú szonáta
- Heller: 6 tanulmány
- Posse: 6 tanulmány
- Szólódarabok és duettek különféle mesterektől

Tanítványai közül többen is nemzetközi hírnevet szereztek maguknak, így Szarvas Klári, Sz. Molnár Anna, Rékai Miklós és Rohmann Henrik.
1954-ben a népművelési miniszter a Magyar Állami Operaház fennállásának 70 éves évfordulója alkalmából elismerő oklevelet adományozott neki.

## Emlékezete
Roslyn Rensch hárfás könyve azok között a „híres” és „prominens” hárfások között említi, akik az akkor indult Lyon & Healy hárfagyárnak voltak a reklámarcai. A korabeli reklámfotón egy Style 23-as hárfával látható, ami ma az egyik legnépszerűbb hangszere a gyárnak. Bayreuthi vagy magyarországi pályafutását a könyv nem említi.
Fia portrészobrot és festményt készített róla, ezek jelenleg családi tulajdonban vannak. Fennmaradt és szintén a család birtokában van ifjúkori naplója, amelyben róla szóló német, angol, olasz, lengyel stb. nyelvű újságkivágásokkal örökítette meg az európai körutat és az amerikai éveket. A HarpPost blog cikksorozatban emlékezett meg róla és fivéréről, Románról, számos dokumentumot és fényképet elsőként közölve az említettekből.